# 祝锺俊
祝锺俊，镶黄旗人，清朝政治人物。监生。
祝锺俊曾于1699年接替丁克昌任松江府知府一职，1702年由董庆祚接任。